# Hàn Quốc tại Đại hội Thể thao châu Á 1954
Hàn Quốc tham dự tại Đại hội Thể thao châu Á 1954 tổ chức tại thành phố Manila, Philippines từ 1 tháng 5 năm 1954 đến 9 tháng 5 năm 1954. Hàn Quốc đứng hạng 3 với 8 huy chương vàng tại Asiad.

## Tóm tắt huy chương

### Bảng huy chương
| Môn thể thao | Vàng | Bạc | Đồng | Tổng cộng |
| ------------ | ---- | --- | ---- | --------- |
| Điền kinh    | 2    | 1   | 2    | 5         |
| Boxing       | 1    | 2   | 1    | 4         |
| Bóng đá      | 0    | 1   | 0    | 1         |
| Cử tạ        | 5    | 1   | 0    | 6         |
| Đấu vật      | 0    | 1   | 2    | 3         |
| Tổng         | 8    | 6   | 5    | 19        |

### Huy chương giành được
| Huy chương | Tên            | Môn thể thao | Nội dung                |
| ---------- | -------------- | ------------ | ----------------------- |
| Vàng       | Choi Yun-Chil  | Điền kinh    | 1.500m nam              |
| Vàng       | Choi Chung-Sik | Điền kinh    | 10.000m nam             |
| Vàng       | Park Kyu-Hyun  | Boxing       | (-57 kg)                |
| Vàng       | Yu In-Ho       | Cử tạ        | Nam -56 kg              |
| Vàng       | Cho Bong-Mok   | Cử tạ        | Nam -67.5 kg            |
| Vàng       | Kim Chang-Hee  | Cử tạ        | Nam -75 kg              |
| Vàng       | Kim Seong-Jip  | Cử tạ        | Nam -87.5 kg            |
| Vàng       | Ko Jong-Koo    | Cử tạ        | Nam -90 kg              |
| Bạc        | Choi Yun-Chil  | Điền kinh    | 5.000m nam              |
| Bạc        | Lee Jang-Kyo   | Boxing       | Nam hạng nhẹ (-51 kg)   |
| Bạc        | Lee Sam-Yong   | Boxing       | Nam hạng nhẹ (-63.5 kg) |
| Bạc        | Đội Hàn Quốc   | Bóng đá      | Đội nam                 |
| Bạc        | Han Deok-Heung | Đấu vật      | Nam tự do -57 kg        |
| Bạc        | Na Si-Yoon     | Cử tạ        | Nam -75 kg              |
| Đồng       | Choi Young-Ki  | Điền kinh    | Nhảy 3 bước nam         |
| Đồng       | Song Kyo-Sik   | Điền kinh    | Ném tạ nam]             |
| Đồng       | Kim Yoon-Seo   | Boxing       | Nam hạng nặng (-67 kg)  |
| Đồng       | Kim Young-Jun  | Đấu vật      | Tự do nam -62 kg        |
| Đồng       | Lim Bae-Young  | Đấu vật      | Tự do nam -73 kg        |